# Cucigliana
Cucigliana  è una frazione del comune italiano di Vicopisano,(diladdarno) nella provincia di Pisa, in Toscana.

## Geografia fisica
Cucigliana è situata lungo le sponde del fiume Arno, che lambisce il paese a sud, a 4 km a sud-ovest di Vicopisano, alle pendici di alcune alture dei Monti Pisani, come il Monte Castellare e il Monte Verruca che lo delimitano a nord. Cucigliana è posta al centro di un'unica area urbana che si sviluppa lungo l'Arno senza soluzione di continuità con Vicopisano stesso e le frazioni di Cevoli, San Giovanni alla Vena e Lugnano. Di fronte al paese, oltre il fiume, si trova la città di Cascina.

## Storia
L'origine di Cucigliana viene fatta risalire al periodo romano, in quanto è ipotizzato che il toponimo sia da includere tra i prediali romani che fiorirono a partire dall'80 d.C., quando il territorio pisano fu suddiviso in appezzamenti agricoli distribuiti ai veterani dell'esercito. Cucigliana è tuttavia rammentata per la prima volta in un documento del vescovo di Pisa del IX secolo (823 o 876), dove è indicata come curtis – insediamento rurale a carattere agricolo – nota per i suoi vigneti. Nel 1833 la frazione contava 475 abitanti.

## Monumenti e luoghi d'interesse

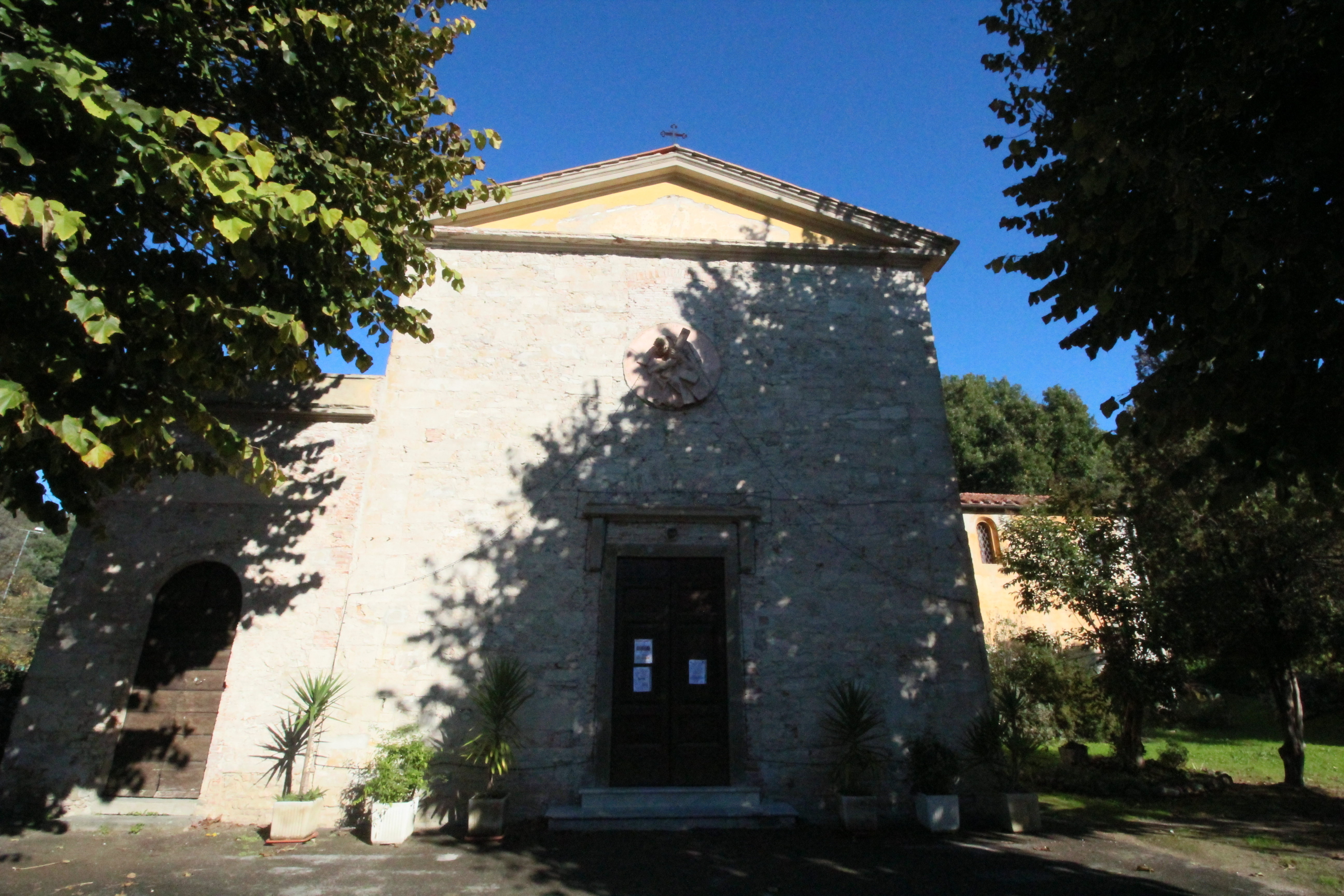
La chiesa di Sant'Andrea Apostolo

### Architetture religiose
- Chiesa di Sant'Andrea Apostolo, chiesa parrocchiale della frazione, è ricordata per la prima volta nel 1063 e la sua posizione originaria era dal lato opposto della strada rispetto alla localizzazione attuale.[5] Danneggiata dalle continue esondazioni dell'Arno, fu interamente ricostruita nell'attuale posizione durante il XVIII secolo ed ampliata dopo una serie di ristrutturazioni terminate nella seconda metà del XIX secolo.[5] Dell'originaria chiesa di Cucigliana rimane oggi solamente il campanile, con base in pietra medievale e coronamento settecentesco.[5]

- Palazzo di via Vecchia Vicarese, posto al civico 38, è caratterizzato dalla presenza sulla facciata di un tabernacolo raffigurante la Madonna col Bambino e i santi del XVII secolo.[5]

- Monumento ai caduti, situato nei pressi della chiesa, è stato realizzato in ricordo dei caduti della prima guerra mondiale dallo scultore Romeo Capovani.[5]

## Economia
La frazione di Cucigliana si è contraddistinta storicamente per la lavorazione della ceramica (o "terra rossa"), subordinata al paese di San Giovanni alla Vena, dove questa attività è affermata dal XVI secolo. Cucigliana era anche molto attiva nella navigazione fluviale tramite navicelli, che garantì commerci con tutta la valle dell'Arno.